# Rzezawa
Rzezawa is een dorp in het Poolse woiwodschap Klein-Polen, in het district Bocheński. De plaats maakt deel uit van de gemeente Rzezawa en telt 2500 inwoners.

## Verkeer en vervoer

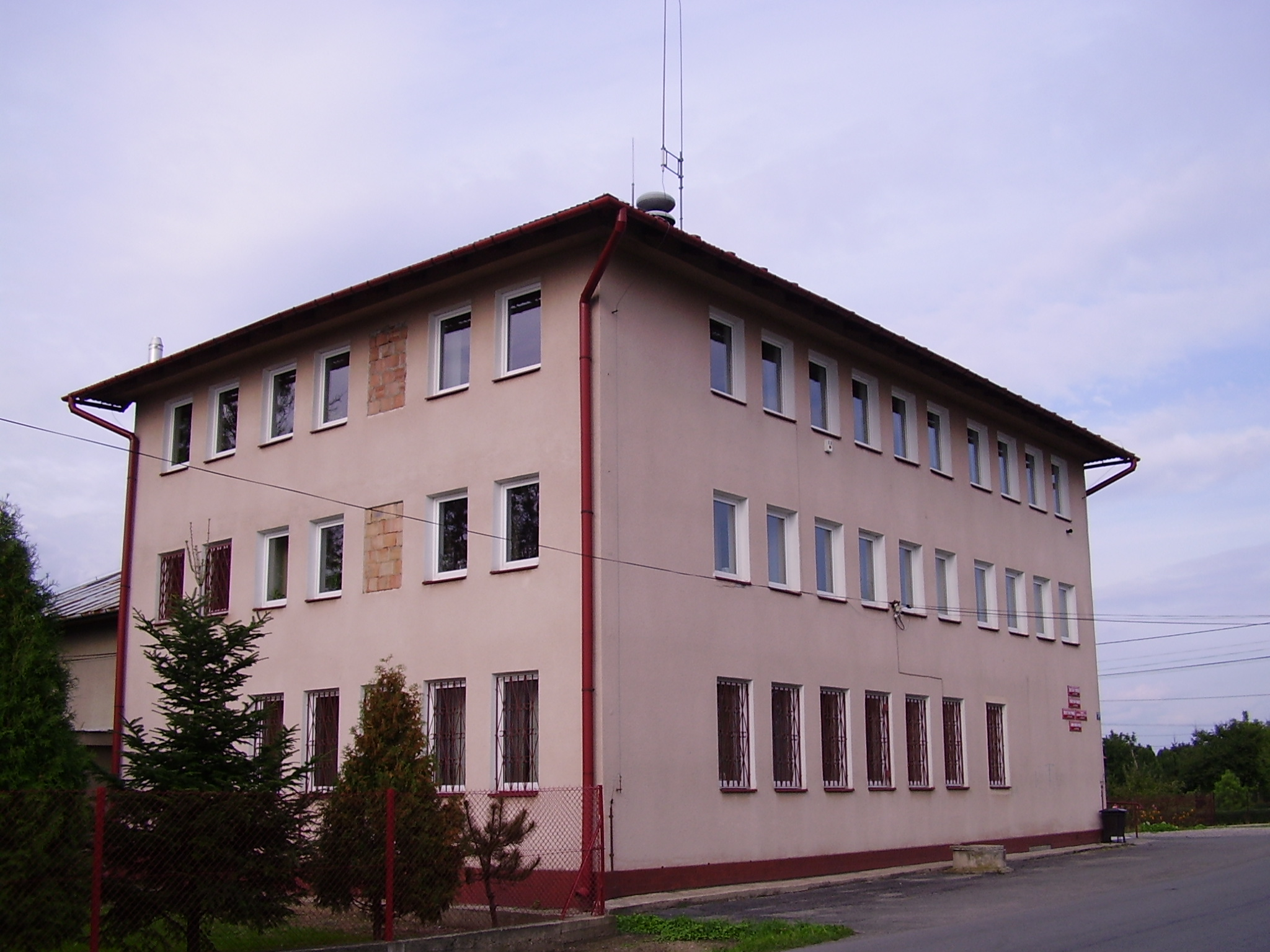
Gemeentehuis

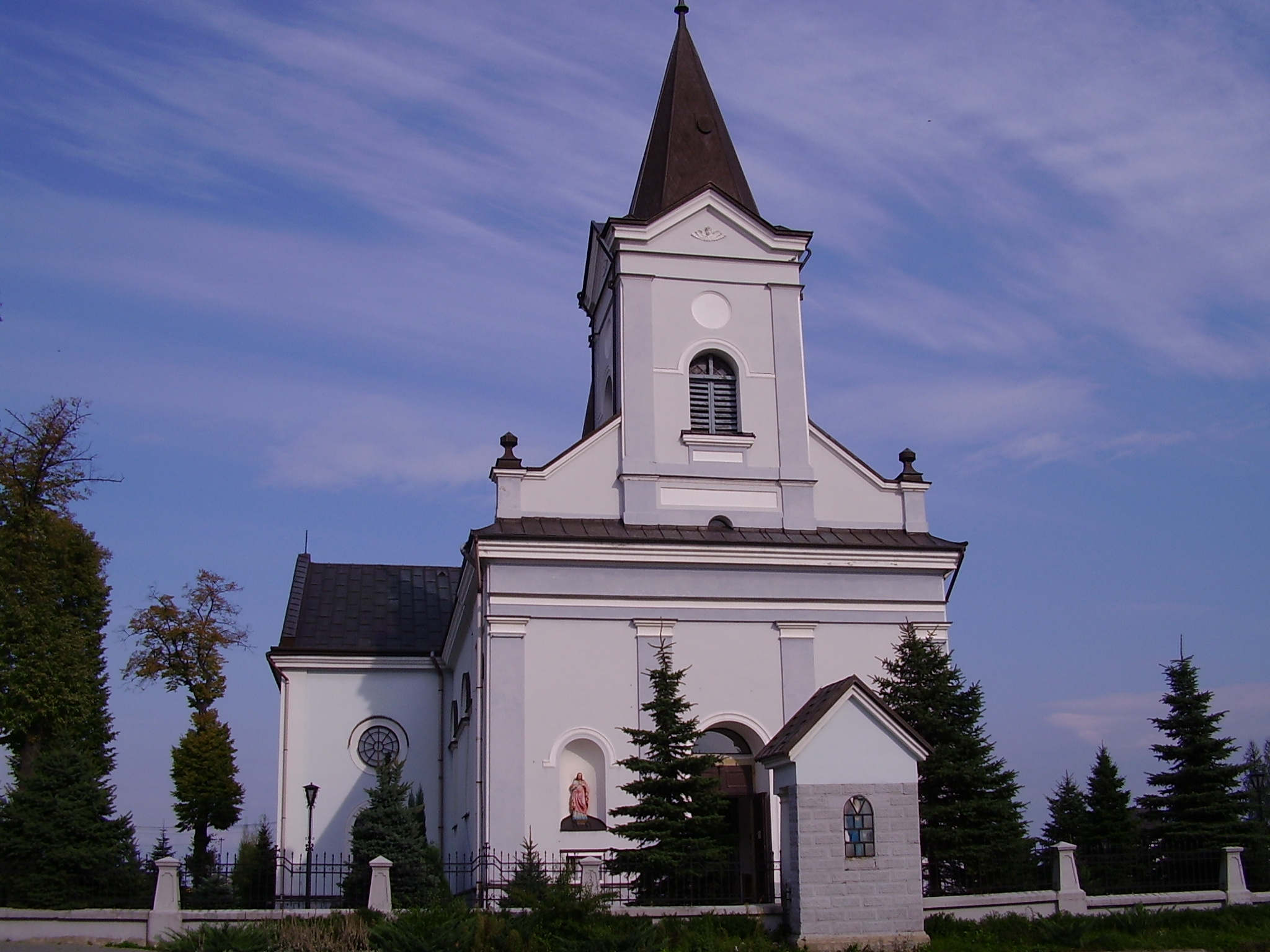
Parochiekerk van de Heilige Drie-eenheid en St. Leopold

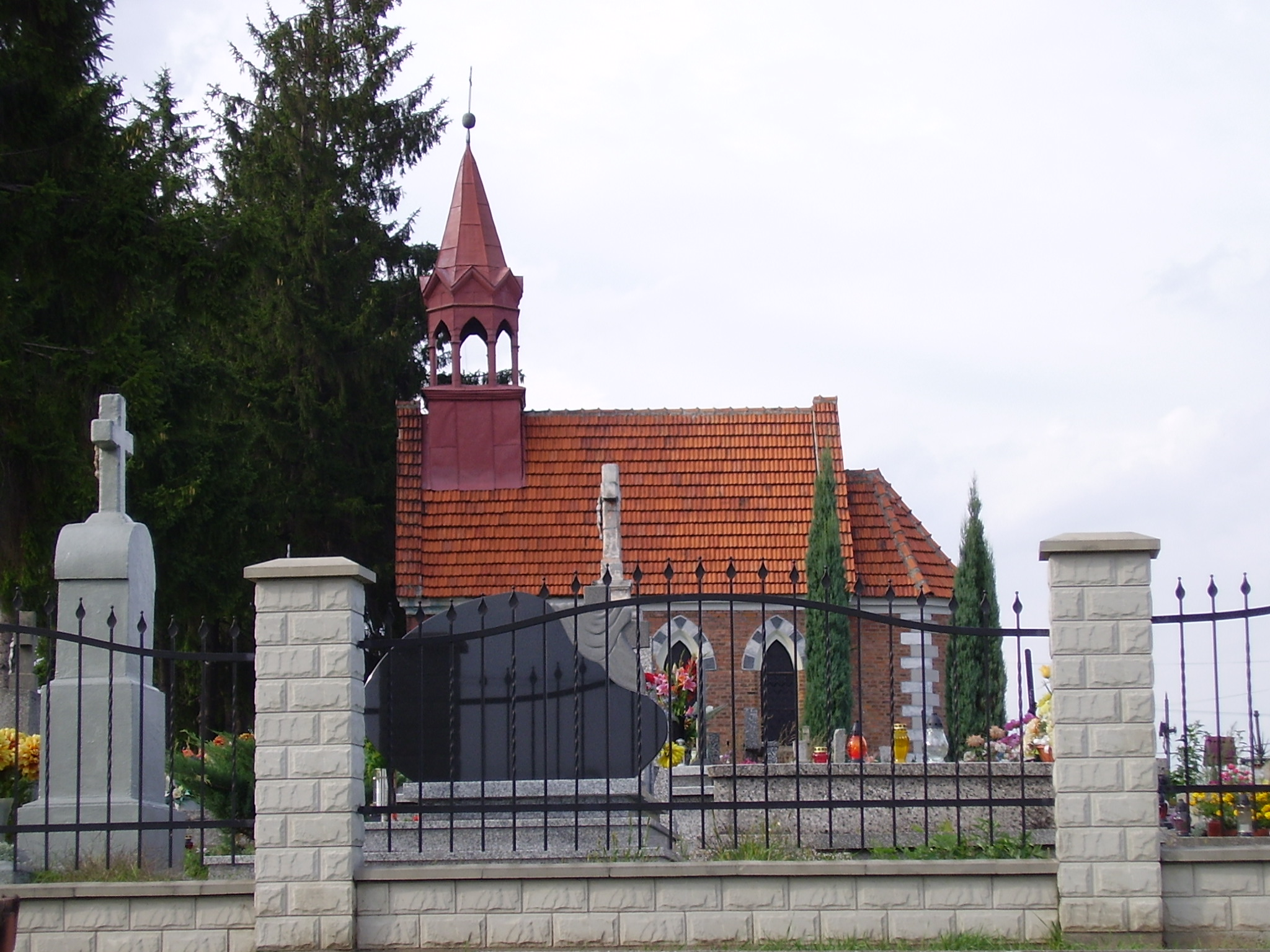
Begraafplaats met kapel

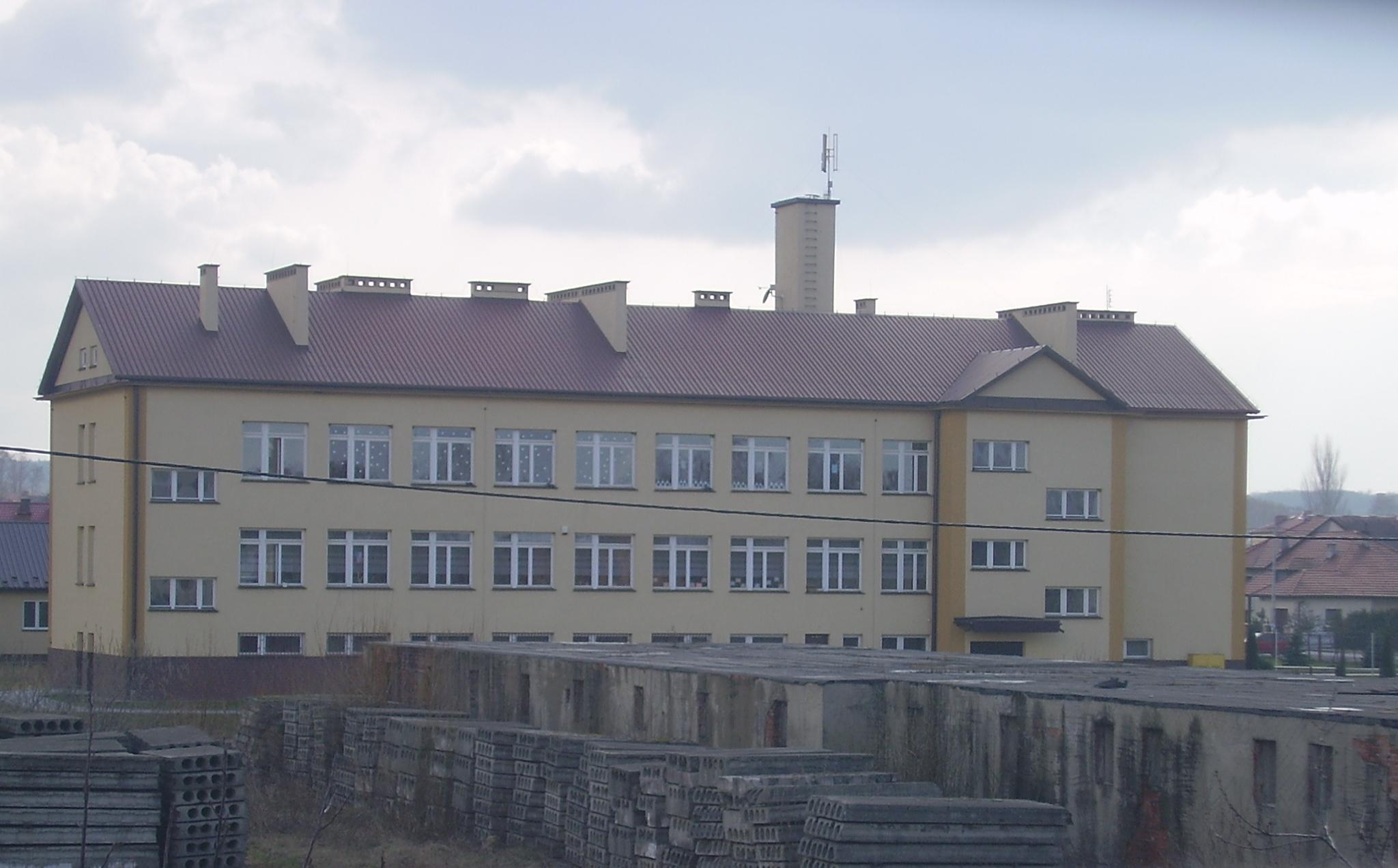
Basis- en middelbare school

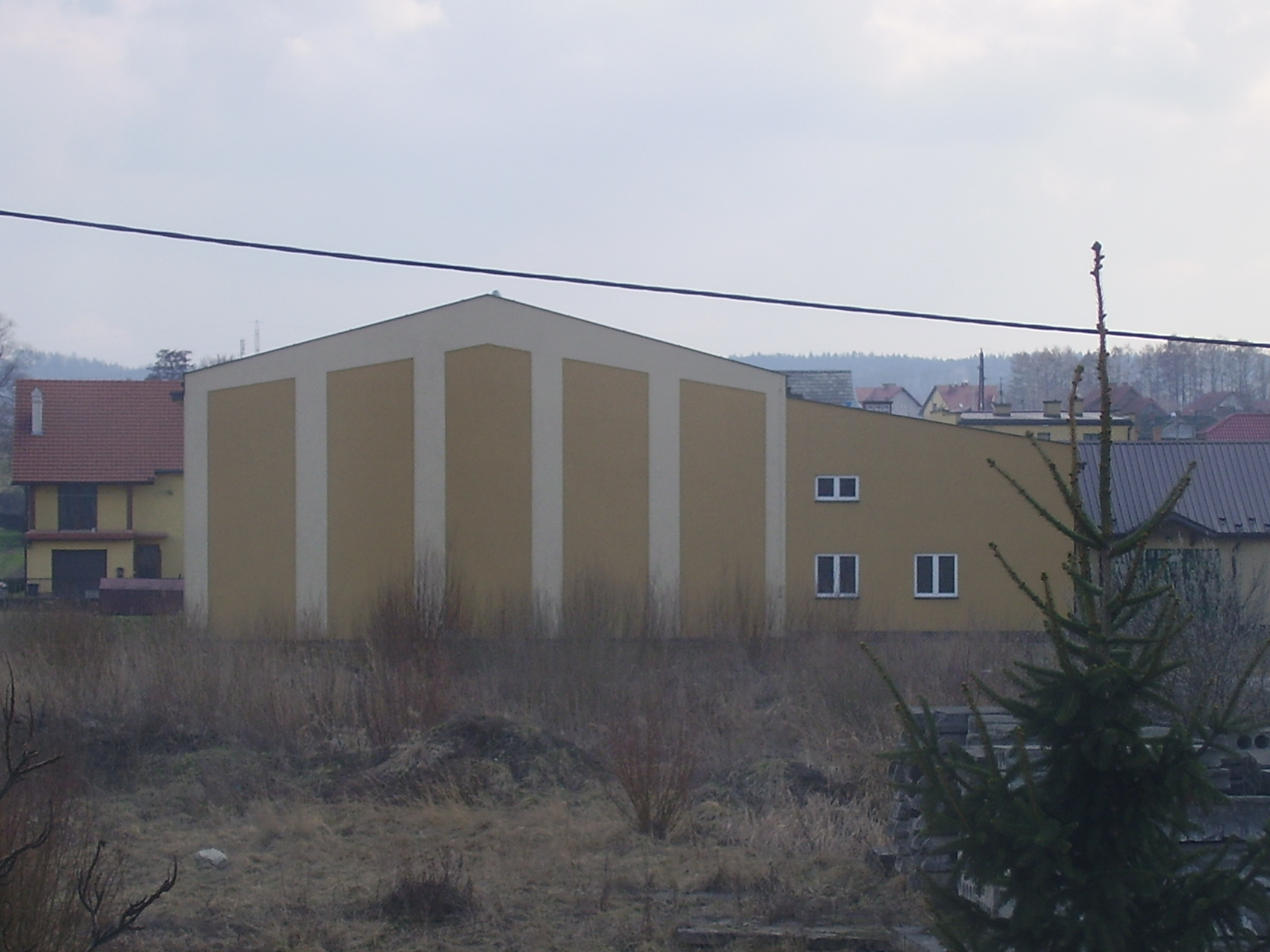
Sporthal van de school

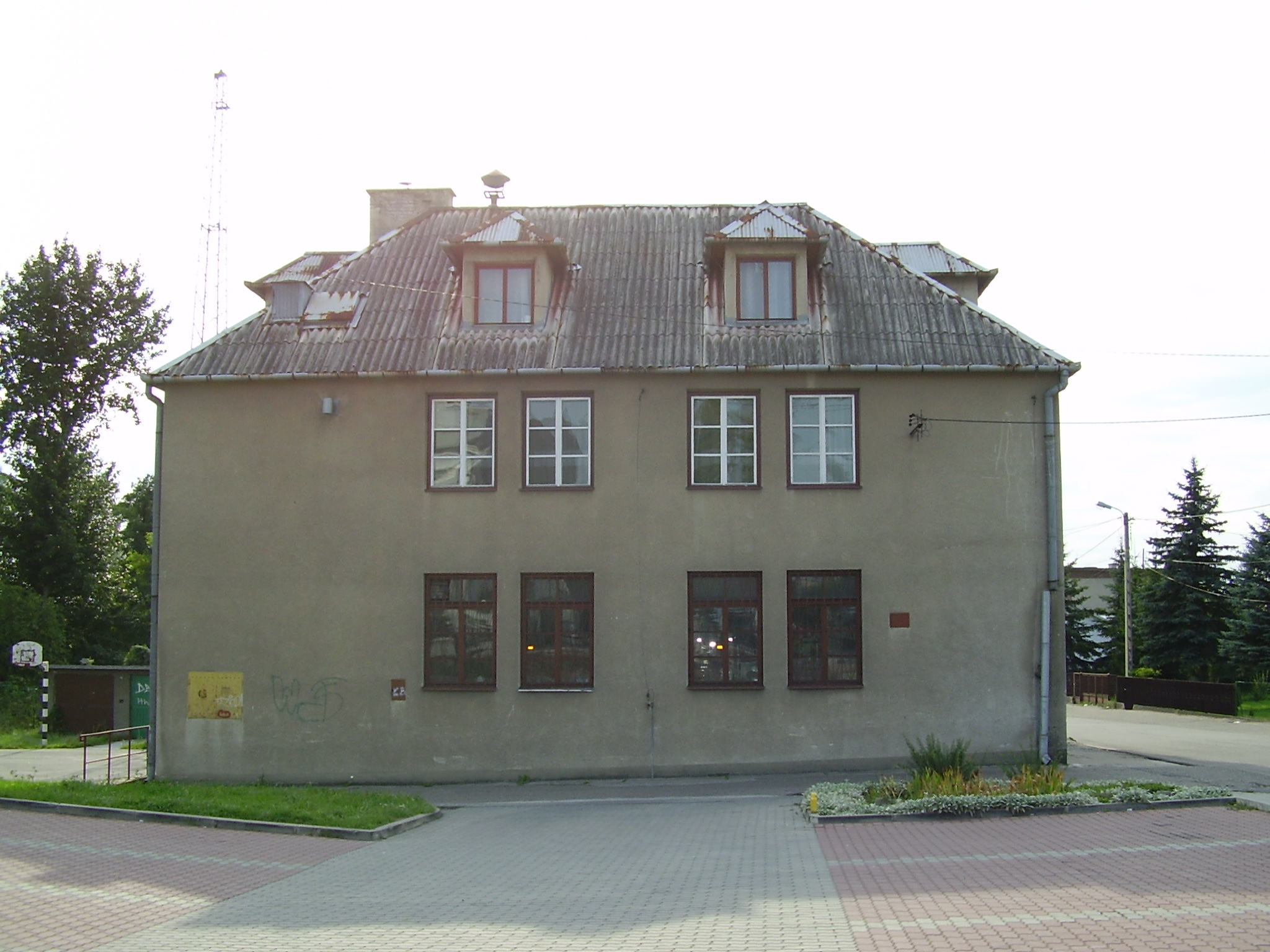
Vrijwillige brandweer

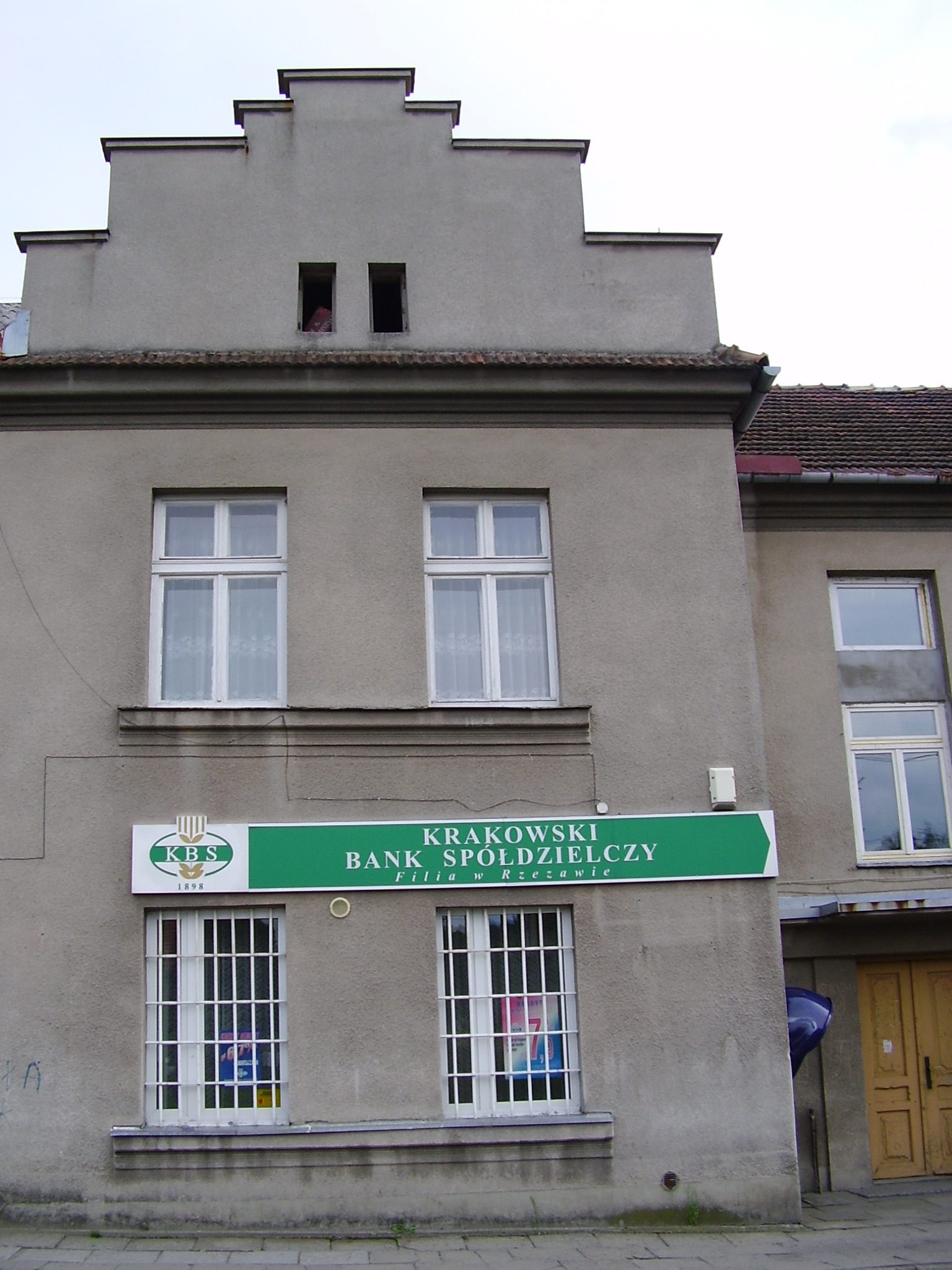
Bankgebouw

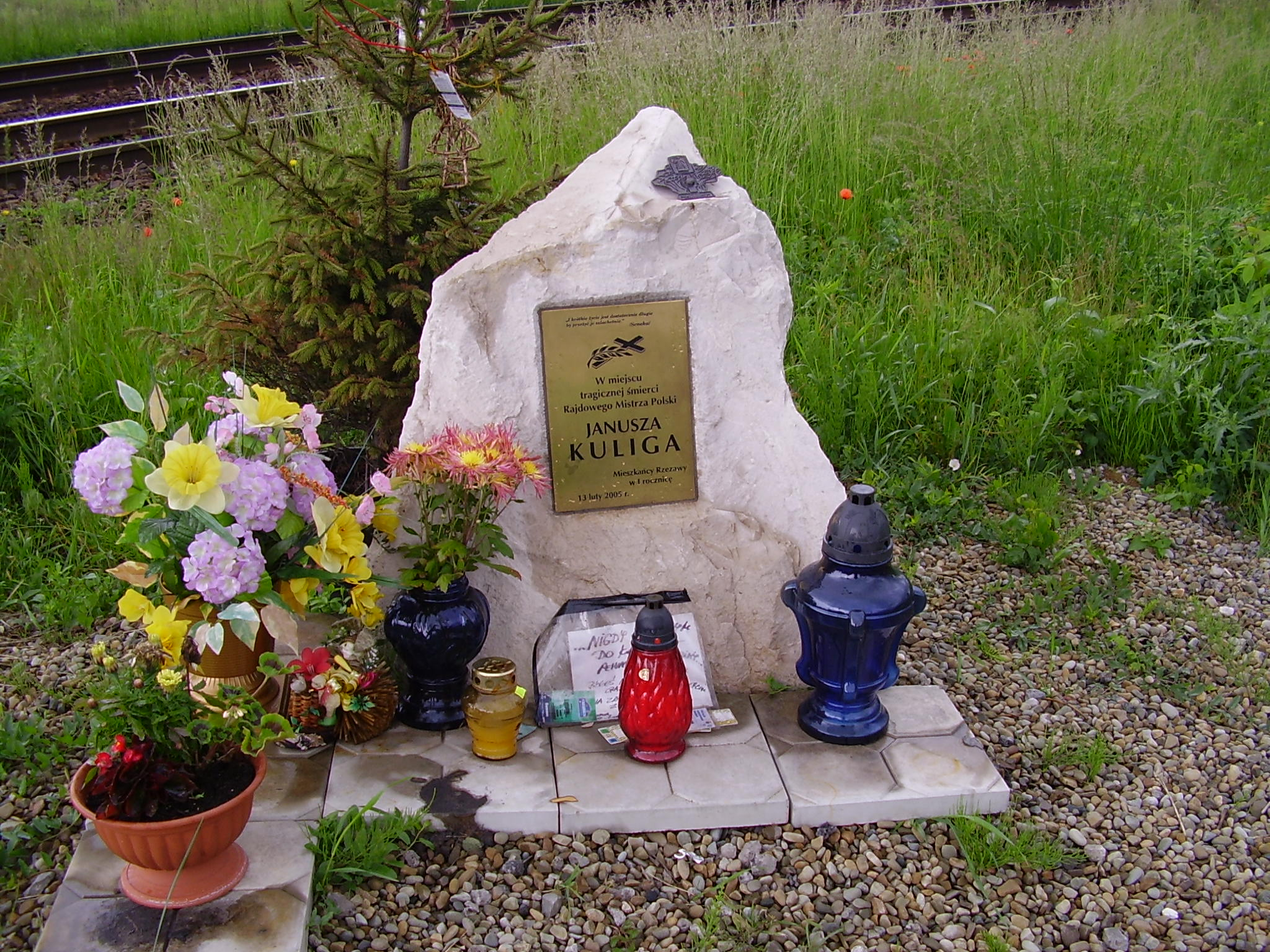
Herdenkingsmonument Pools rallyrijder Janusz Kulig

- Station Rzezawa